# Liolaemus gallardoi
Liolaemus gallardoi är en ödleart som beskrevs av  José Miguel Cei och SCOLARO 1982. Liolaemus gallardoi ingår i släktet Liolaemus och familjen Tropiduridae. IUCN kategoriserar arten globalt som livskraftig. Inga underarter finns listade i Catalogue of Life.